# Ambovombe
Ambovombe – miasto na południowym wybrzeżu Madagaskaru. Stolica i największe miasto regionu Androy. Według spisu z 2018 roku liczy 65,4 tys. mieszkańców i jest dwunastym co do wielkości miastem w kraju. Przemysł spożywczy, ośrodek handlowy.